# ВО Барикади

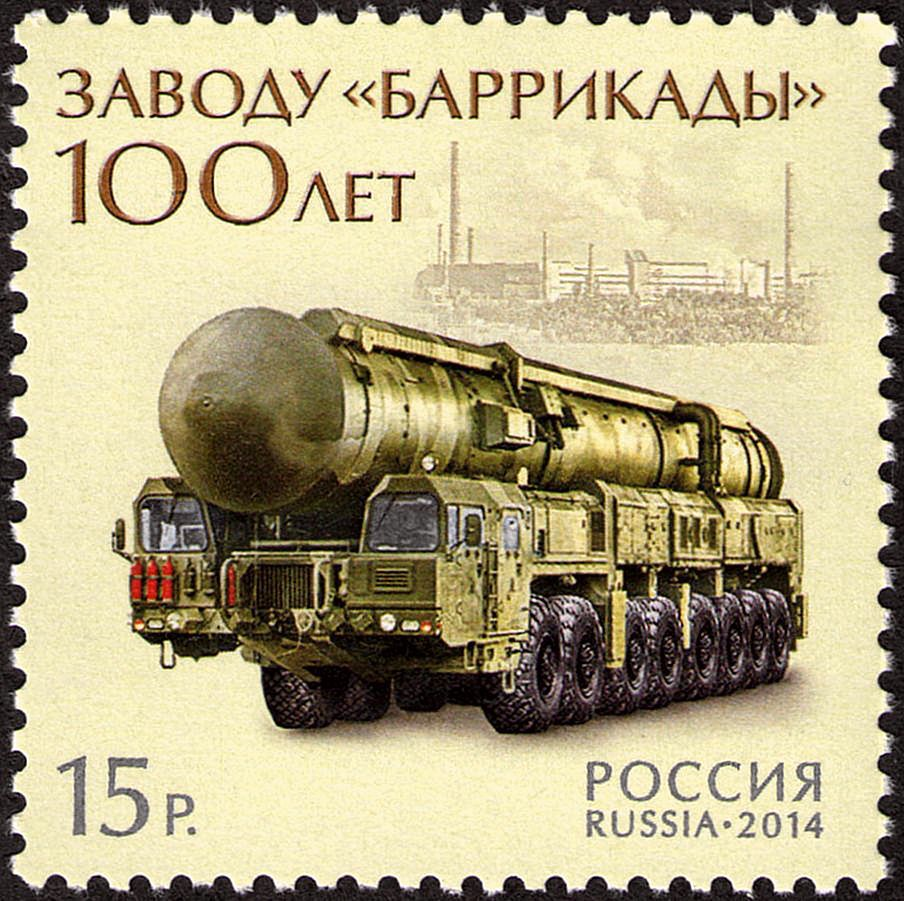
Юбилейная марка к 100-летию завода, ракетный комплекс "Тополь-М"

Виробниче об'єднання «Барикади» — одна з історичних назв волгоградського заводу оборонної промисловості ЦКБ «Титан». Завод заснований в 1914 році як Царицинський гарматний завод, в 1920-і роки був перейменований в "Барикади", в 1950 році при заводі було засновано конструкторське бюро — самостійний розробник артилерійської і ракетної зброї. У 1990 році конструкторське бюро стало самостійною юридичною особою "Центральне конструкторське бюро" Титан ", яке в 2014 році в результаті злиття поглинуло материнське підприємство - завод «Барикади» і зараз є виробником озброєнь повного циклу від проектування до великосерійного виробництва. Торгова марка "Барикади" припинила своє існування.